# Atlético Malabo
Club Atlético de Malabo – klub piłkarski z Gwinei Równikowej, grający w Primera División, mający siedzibę  w mieście Malabo.

## Stadion
Domowe mecze klub rozgrywa na stadionie o nazwie Nuevo Estadio de Malabo w Malabo. Stadion może pomieścić 15250 widzów.

## Sukcesy
- Primera División:

mistrzostwo (3): 1981, 1982, 2003
- Puchar Gwinei Równikowej:

zwycięstwo (6): 1985, 1987, 1988, 1990, 1991, 2001

## Występy w afrykańskich pucharach
| Sezon | Rozgrywki                 | Runda   | Kraj                         | Klub                     | Dom | Wyjazd | Dwumecz                      |
| ----- | ------------------------- | ------- | ---------------------------- | ------------------------ | --- | ------ | ---------------------------- |
| 1980  | Puchar Zdobywców Pucharów | 1       | Gabon                        | USM Libreville           | 2–2 | 1–3    | 3–5                          |
| 1982  | Puchar Mistrzów           | wstępna | Republika Środkowoafrykańska | Publique Sportive Mouara | 0–1 | 1–3    | 1–4                          |
| 1984  | Puchar Mistrzów           | wstępna | Angola                       | EC Primeiro de Maio      | 2–0 | 1–6    | 3–6                          |
| 1985  | Puchar Zdobywców Pucharów | wstępna | Benin                        | AS Dragons FC de l’Ouémé | 1–2 | 0–8    | 1–10                         |
| 1988  | Puchar Zdobywców Pucharów | 1       | Kamerun                      | Diamant Jaunde           | 3–1 | 0–5    | 3–6                          |
| 1992  | Puchar Zdobywców Pucharów | wstępna | Republika Środkowoafrykańska | ASDR Fatima              | 1–1 | 0–3    | 1–4                          |
| 1998  | Puchar CAF                | wstępna | Republika Środkowoafrykańska | ASDR Fatima              | -   | -      | walkower dla Atlético Malabo |
| 1998  | Puchar CAF                | 1       | Kamerun                      | Stade Bandjoun           | 0–6 | 0–1    | 0–7                          |
| 2002  | Puchar Zdobywców Pucharów | wstępna | Togo                         | Sara Sport FC            | -   | -      | walkower dla Atlético Malabo |
| 2002  | Puchar Zdobywców Pucharów | 1       |                              | Al-Ahly Trypolis         | 2–2 | 0–3    | 2–5                          |
| 2004  | Liga Mistrzów             | wstępna | Angola                       | Petro Atlético Luanda    | 1–3 | 1–3    | 2–6                          |

## Reprezentanci kraju grający w klubie
Stan na wrzesień 2016.
| - Sylvestre Ekolo - Damian Ensema - Lino Makuba | - Roben Obama Nsue - Juan Mbo Ondo - Francis Zoumbeti |